# Fertans
Fertans és un municipi francès situat al departament del Doubs i a la regió de Borgonya - Franc Comtat. L'any 2007 tenia 235 habitants.

## Demografia

### Població
El 2007 la població de fet de Fertans era de 235 persones. Hi havia 88 famílies de les quals 20 eren unipersonals (4 homes vivint sols i 16 dones vivint soles), 20 parelles sense fills, 36 parelles amb fills i 12 famílies monoparentals amb fills.
La població ha evolucionat segons el següent gràfic:
Habitants censats

### Habitatges
El 2007 hi havia 101 habitatges, 88 eren l'habitatge principal de la família, 7 eren segones residències i 6 estaven desocupats. 88 eren cases i 13 eren apartaments. Dels 88 habitatges principals, 66 estaven ocupats pels seus propietaris, 21 estaven llogats i ocupats pels llogaters i 1 estava cedit a títol gratuït; 3 tenien una cambra, 10 en tenien tres, 21 en tenien quatre i 54 en tenien cinc o més. 77 habitatges disposaven pel capbaix d'una plaça de pàrquing. A 36 habitatges hi havia un automòbil i a 44 n'hi havia dos o més.

### Piràmide de població
La piràmide de població per edats i sexe el 2009 era:
| Homes | Edats   | Dones |
| ----- | ------- | ----- |
| 0     | 95 o +  | 0     |
| 0     | 90 a 94 | 0     |
| 4     | 85 a 89 | 0     |
| 4     | 80 a 84 | 0     |
| 4     | 75 a 79 | 20    |
| 0     | 70 a 74 | 0     |
| 0     | 65 a 69 | 4     |
| 0     | 60 a 64 | 4     |
| 4     | 55 a 59 | 0     |
| 20    | 50 a 54 | 16    |
| 4     | 45 a 49 | 8     |
| 4     | 40 a 44 | 0     |
| 8     | 35 a 39 | 4     |
| 12    | 30 a 34 | 16    |
| 4     | 25 a 29 | 0     |
| 12    | 20 a 24 | 8     |
| 8     | 15 a 19 | 4     |
| 4     | 10 a 14 | 8     |
| 4     | 5 a 9   | 8     |
| 4     | 0 a 4   | 8     |

## Economia
El 2007 la població en edat de treballar era de 148 persones, 115 eren actives i 33 eren inactives. De les 115 persones actives 106 estaven ocupades (59 homes i 47 dones) i 10 estaven aturades (4 homes i 6 dones). De les 33 persones inactives 10 estaven jubilades, 11 estaven estudiant i 12 estaven classificades com a «altres inactius».

### Ingressos
El 2009 a Fertans hi havia 96 unitats fiscals que integraven 254,5 persones, la mediana anual d'ingressos fiscals per persona era de 15.506 €.

### Activitats econòmiques
Dels 11 establiments que hi havia el 2007, 1 era d'una empresa extractiva, 1 d'una empresa alimentària, 2 d'empreses de fabricació d'altres productes industrials, 4 d'empreses de construcció, 1 d'una empresa de comerç i reparació d'automòbils i 2 d'empreses de serveis.
Dels 4 establiments de servei als particulars que hi havia el 2009, 1 era un paleta, 2 fusteries i 1 veterinari.
L'únic establiment comercial que hi havia el 2009 era una botiga de menys de 120 m².
L'any 2000 a Fertans hi havia 6 explotacions agrícoles que ocupaven un total de 510 hectàrees.

## Poblacions més properes
El següent diagrama mostra les poblacions més properes.